# Soraya de Visch Eijbergen

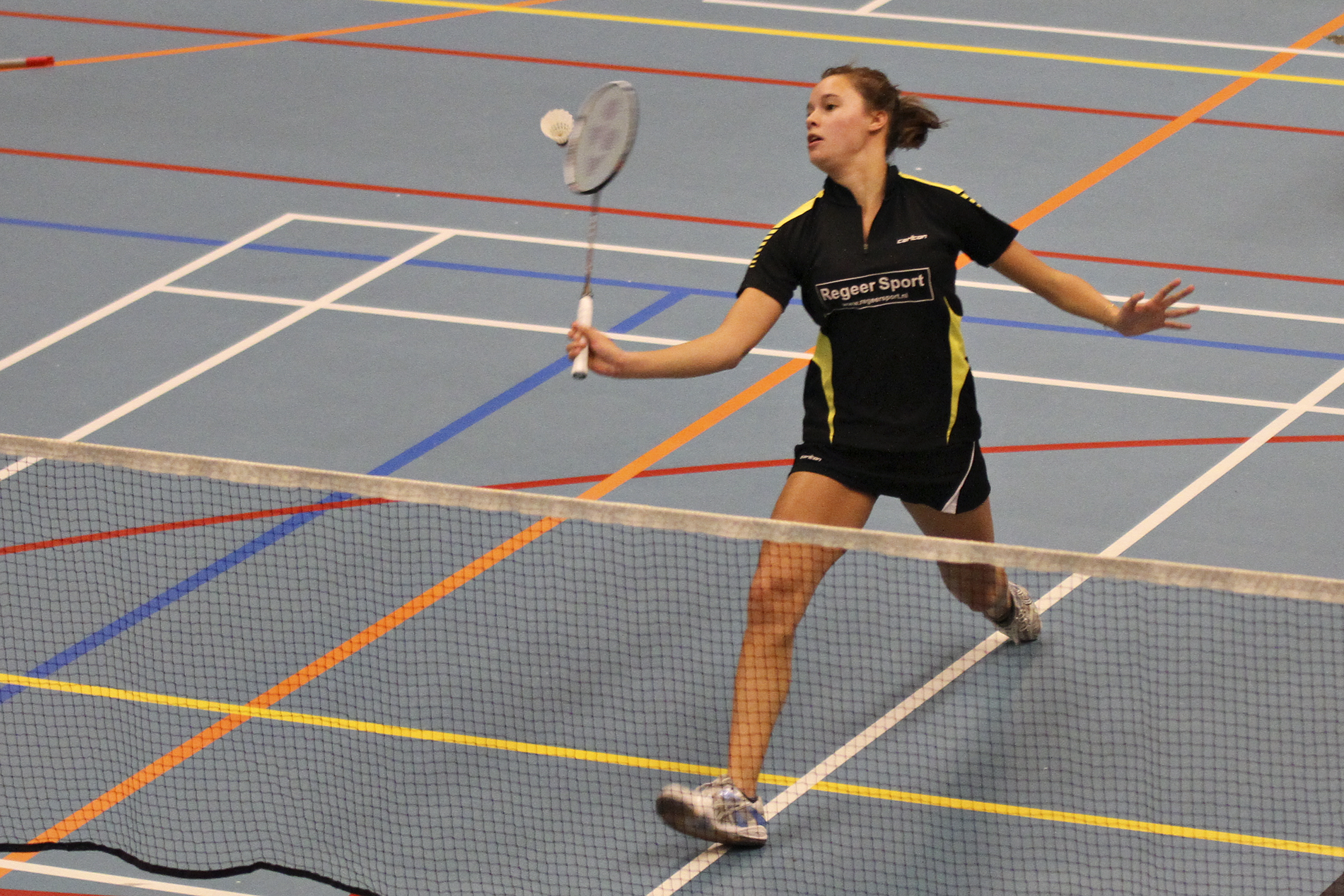
Soraya de Visch Eijbergen 2012

Soraya de Visch Eijbergen (* 6. Januar 1993) ist eine niederländische Badmintonspielerin. 

## Karriere
Soraya de Visch Eijbergen wurde 2011 und 2012 nationale Juniorenmeisterin in den Niederlanden. Bei der Badminton-Junioreneuropameisterschaft 2011 wurde sie Dritte, bei den German Juniors 2012 Zweite. Bei den niederländischen Meisterschaften gewann sie 2012 Bronze im Mixed und 2013 Bronze im Dameneinzel. 2014 gewann sie das Dameneinzel bei den Dutch International.

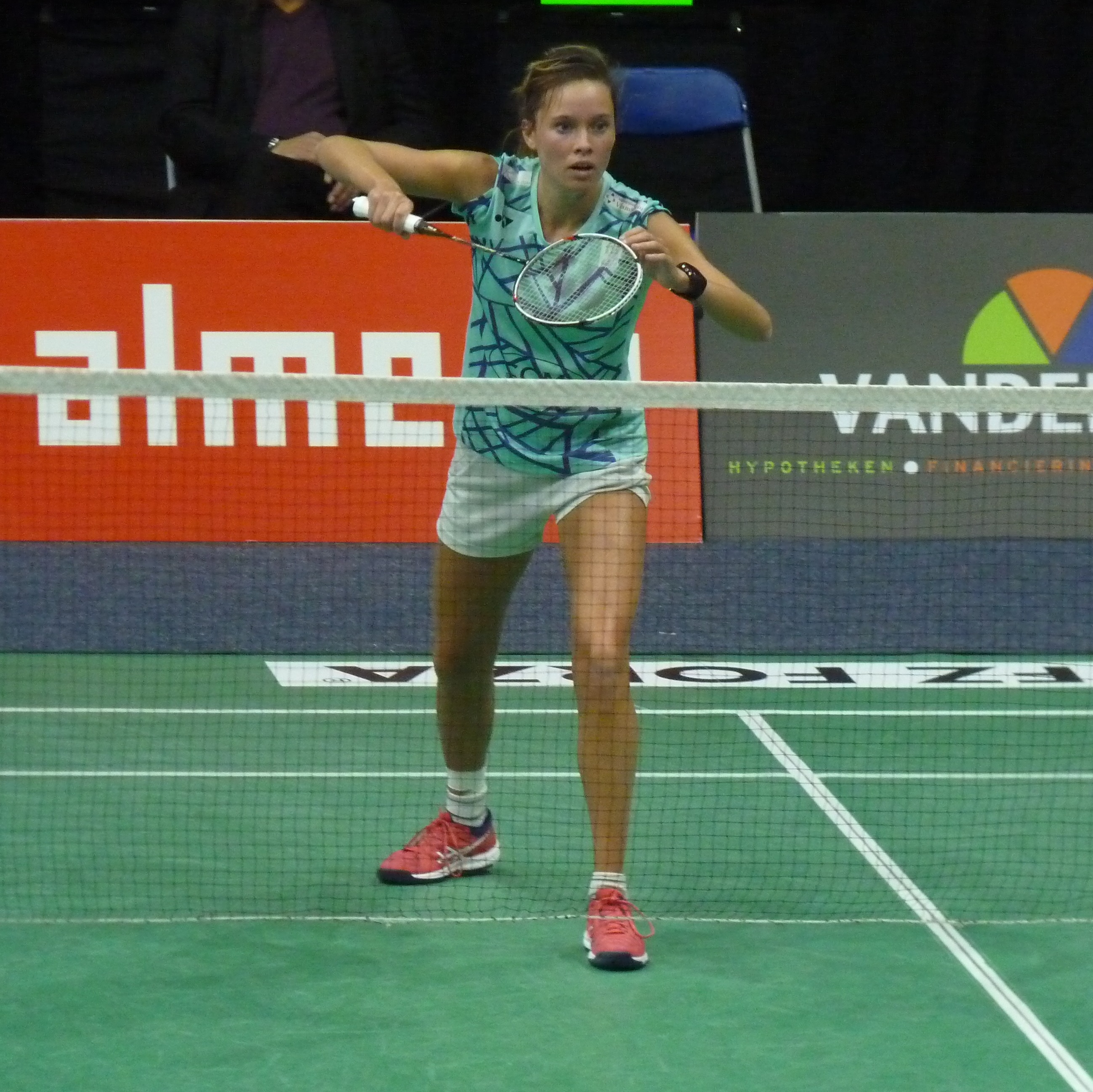
Soraya de Visch Eijbergen (the Netherlands)